# Frammenti di passato
Frammenti di passato (Sweet Dreams) è un film per la televisione statunitense del 1996, diretto da Jack Bender.

## Trama
Allison Sullivan è una giovane donna che dopo essere uscita dal coma non ricorda più niente della sua vita. Riesce a mettere insieme alcuni episodi del suo passato con l'aiuto di vecchie fotografie, le quali la porteranno ad indagare sul suo background, scoprendo addirittura di essere l'amante di un uomo sposato, che si preoccuperà di aiutarla nel ritrovare la memoria, solo per scopi personali.